# 窄叶马铃苣苔
窄叶马铃苣苔（学名：Oreocharis argyreia var. angustifolia）为苦苣苔科马铃苣苔属下的一个变种。

## 扩展阅读
- 維基物種上的相關：窄叶马铃苣苔